# Grdelica
Grdelica (em cirílico: Грделица) é uma vila da Sérvia localizada no município de Leskovac, pertencente ao distrito de Jablanica, na região de Jablanica. A sua população era de 2119 habitantes segundo o censo de 2002.

## Demografia
| 1948 | 1953  | 1961  | 1971  | 1981  | 1991  | 2002  | 2011  |
| ---- | ----- | ----- | ----- | ----- | ----- | ----- | ----- |
| 840  | 1 007 | 1 488 | 1 893 | 2 204 | 2 431 | 2 383 | 2 119 |